# Satyrus mattozi
Satyrus mattozi är en fjärilsart som beskrevs av Monteiro 1883. Satyrus mattozi ingår i släktet Satyrus och familjen praktfjärilar. Inga underarter finns listade.